# 海野憲二
海野 憲二（うみの けんじ、1942年3月30日 - ）は、日本のプロゴルファー。

## 来歴
1960年にプロ入りし、1961年の報知プロ新人では勝俣功・今田慶之助とのプレーオフの末に勝俣の2位タイ、1963年の関東オープンでは小野光一の2位に入った。
1965年の日本オープンでは2日目に一番長くて11番の4.5m、後は2m以内とパットが面白いように決まり、8バーディー、1ボギーの65とコース新記録をマーク。首位の橘田規と1打差2位に着け、最終的には内田繁・能田征二と並んでの2位タイに入った。
1966年には習志野ミリオンで石井冨士夫の2位、関東プロでは杉本英世の2位に入った。
1967年の関東プロでは河野光隆・鷹巣南雄と並んで佐藤精一の2位タイ、西日本サーキット長崎シリーズで細石憲二と並んでの10位タイ、1968年のグランドモナークでは石井朝夫と並んで島田幸作の2位タイに入った。